# Donetes (novel·la)
|  | Aquest article tracta sobre Donetes (novel·la). Vegeu-ne altres significats a «Donetes». |

Donetes (títol original en anglès: Little Women) és un llibre escrit per l'estatunidenca Louisa May Alcott, tracta sobre la vida de les quatre filles d'un pastor protestant, el senyor March, i la seva esposa, Marmee. L'autora del llibre s'inspirà en les seves germanes i ella mateixa per escriure el llibre. Fou publicada originalment en dos volums, el 1868 i 1869. Posteriorment, se'n va fer una edició censurada. La versió íntegra de la novel·la en català ha estat recuperada el 2022 per Viena Edicions en dos volums, Donetes i Aquelles donetes, amb una traducció de Mar Vidal.

## Personatges
Les quatre filles són:(per edat)
- Margaret (Meg): és la que sempre s'ha ocupat de les seves germanes més menudes.
- Josephine (Jo): es comporta com un xic en certes ocasions, però té un cor massa gran. És escriptora.
- Elisabeth (Beth): és la més tímida de les germanes, és molt apreciada per tota la família. Tocar el piano és la seva passió.
- Amy: és molt avariciosa i egocèntrica, però al cap del temps va canviant.

Altres personatges:
- Marmee March: Mare, mestressa de casa i dona molt involucrada en les obres de caritat i l'ajuda a l'exèrcit. Molt apreciada a la comunitat com a esposa del pastor i mare afectuosa.

- Robin March: Pare de les noies i espòs de Marmee. En un inici ric, es pressuposa que va ajudar a amics sense escrúpols que no repararen el seu deute, ocasionant la pobresa de la família. Sent un gran acadèmic i rector, serveix com capellà per a l'Exèrcit de la Unió. En alguns passatges dels llibres s'insinua que també era metge.

- James Laurence: Veí ric dels March. Viu en solitari en la seua mansió, però sovint de forma estranya amb l'entusiasta del seu net, Laurie, troba benestar sent benefactor amb els March. Admira la seva caritat, i desenvolupa una càlida amistat amb Beth, que li recorda a la seua neta morta (la germana de Laurie).

- Theodore Laurie o Teddy: Un jove encantador, entremaliat i ric, que viu al costat de la família March en companyia del seu avi sobreprotector. És sovint malentès per l'avi, que l'estima però tem que segueixi els mateixos passos que el seu pare. Aquest últim va ser un jove d'esperit lliure que es va escapolir amb la seva amant, una pianista italiana, sent repudiat per això, i morint de forma prematura a causa d'una malaltia. L'àvia i la tia de Laurie també van morir, aquesta última sent encara molt jove. Laurie és l'únic supervivent de la família, i és enviat a viure amb el Sr. Laurence.

## Adaptacions

### Cinema
La novel·la ha sigut moltes vegades adaptada per al cinema: dues a l'època del cinema mut (el 1917 i el 1918) i després el 1933, Little Women, dirigida per George Cukor i interpretada per Katharine Hepburn i Joan Bennett; el 1949, Donetes, dirigida per Mervyn LeRoy i interpretada per June Allyson i Elizabeth Taylor; el 1994, Donetes, dirigida per Gillian Armstrong i interpretada per Susan Sarandon, Winona Ryder, Kirsten Dunst i Claire Danes; i el 2019, Donetes, dirigida per Greta Gerwig i interpretada per Saoirse Ronan, Emma Watson, Florence Pugh, Eliza Scanlen i Laura Dern.
El 1987 al Japó, la Nippon Animation va adaptar la novel·la en una sèrie d'animació, Ai no Wakakusa Monogatari. El 1993 en va fer la seua continuació, basada en Homenets, i la sèrie es va anomenar wakakusa monogatari: nan to jō sensei ('La canalla de Jo').

### Teatre
Little Women, una obra de quatre actes adaptada per Marian De Forest, es va estrenar a Broadway al Playhouse Theatre el 14 d'octubre de 1912. La producció va ser dirigida per Jessie Bonstelle i Bertram Harrison. El repartiment va incloure a Marie Pavey, Alice Brady, Gladys Hulette i Beverly West. Se'n van fer 184 representacions.
També se n'ha fet una versió musical (el 2005, amb llibret d'Allan Knee, lletra de Mindi Dickstein i música de Jason Howland) i una òpera (Little Women del 1998, amb llibret i música de Mark Adamo).

### Televisió
Se n'han fet igualment diverses versions en format de sèrie de televisió o de telefilm (com la de l'any 1978).